# 金沢規雄
金沢 規雄（かなざわ のりお、1927年9月15日 - ）は、日本の国文学者、宮城教育大学名誉教授。
福島市生まれ。本籍・仙台市。海軍兵学校在学。1950年東北大学文学部国文科卒業。同大学院博士課程中退、宮城県第二女子高等学校教諭、宮城県仙台第一高等学校教諭、東北大学講師、宮城教育大学助教授、教授、図書館長をへて92年定年退官、名誉教授、山形女子短期大学教授。近世俳諧、特に『奥の細道』が専門。

## 著書
- 『「おくのほそ道」とその周辺』法政大学出版局 1964
- 『近代文学と仙台 第1 (ある流れのなかに)』日曜随筆社 日曜随筆叢書 1965
- 『近代文学と仙台 第2 (ある流れのなかに 続)』日曜随筆社 日曜随筆叢書 1966
- 『『おくのほそ道』をたずねて 伊達の大木戸・松島・平泉・尿前』宮城県県民生活局編 宝文堂出版販売 1973
- 『二本のシラカシの木 近代文学と仙台』里文出版 1992
- 『歌枕への理解 歌びとに与うる書』おうふう 1995
- 『『おくのほそ道』前後 仙台俳諧史の形成』おうふう 1995
- 『『おくのほそ道』と仙台』千葉出版印刷 (印刷) 2003

### 共編
- 『伊達政宗 文化とその遺産』浅野晃共編 里文出版 1987
- 『奥の細道とみちのく文学の旅』横井博・浅野晃共編 里文出版 1989

## 論文
- 金沢規雄